# Anastassija Semjonowna Dawydowa
Anastassija Semjonowna Dawydowa (russisch Анастаси́я Семёновна Давы́дова; * 2. Februar 1983 in Moskau) ist eine russische Synchronschwimmerin und vierfache Olympiasiegerin.
Sie startete mit Synchronschwimmen im Alter von sechs Jahren, als ihre Eltern sie zu einem Schwimmbad mitnahmen. Sie wuchs mit diesem Sport auf. 2002 schloss sie ihr Volkswirtschaft-Studium an der Universität Moskau ab.
Mit ihrer langjährigen Partnerin Anastassija Jermakowa trat sie bereits als Juniorin im Jahr 1998 an. 2001 konnten sie zusammen ihre erste internationale Medaille gewinnen: eine Silbermedaille beim Duett bei den Weltmeisterschaften. Zwei Jahre später in Barcelona wurden sie schließlich Weltmeister im Duett. Auch im Team-Wettkampf waren die Russinnen siegreich.
Dawydowa und Jermakowa gewannen bei den Olympischen Sommerspielen 2004 in Athen und erneut 2008 in Peking den Wettkampf im Duett. Mit dem russischen Team konnten sie jeweils auch die Goldmedaille gewinnen. Sie gewannen sieben Weltmeisterschaften und sind auch amtierende Europa- und Weltmeisterinnen im Duett.
Russland dominiert das Synchronschwimmen bereits seit einiger Zeit und konnte seit Sydney 2000 alle olympischen Goldmedaillen gewinnen. Dawydowa lebt mit ihrem Team in einem Trainingscamp außerhalb von Moskau. Sie verbringt generell acht Stunden täglich im Wasser.